# 中北电视艺术中心
北京中北电视艺术中心有限公司，简称中北电视艺术中心，中北公司，是一家国有影视公司。前身为北京广播电视台直属的事业单位，2003年7月完成企业转制，由北京广播电视台控股。

## 代表作品
- 《凯旋在子夜》、《京都纪事》、 《神州第一街》、《银楼》、《补天裂》
- 《不嫁则已》、《情断上海滩》、《太祖秘史》、《大码头》
- 《死去活来》、《前清秘史》、 《对手》、《猎人笔记》
- 《内线》、《大唐女巡按》、《南国有佳人》、《内线前传》
- 《我们家的微幸福生活》

## 直属单位
- 北京电视城影视节目制作中心
- 皇城景区影视拍摄基地

## 相关公司
- 北京京都世纪文化发展有限公司